# Shorea almon
Shorea almon är en tvåhjärtbladig växtart som beskrevs av Foxworthy. Shorea almon ingår i släktet Shorea och familjen Dipterocarpaceae. Inga underarter finns listade i Catalogue of Life.